# جمعیت‌شناسی ارمنستان
پس از ثبت افزایش مداوم جمعیت در دوره شوروی، جمعیت ارمنستان از اوج ارزش خود یعنی ۳٫۶۳۳ میلیون در سال ۱۹۹۲ به ۲٫۹۸۶ میلیون در سال ۲۰۱۷ کاهش یافت. در حالی که جمعیت کشور در طول دوران اتحاد جماهیر شوروی در نتیجه دوره‌های بازگشت به کشور و نرخ پایین مهاجرت به‌طور پیوسته افزایش یافت، در زمان‌های اخیر به دلیل مهاجرت مردم پس از فروپاشی شوروی جمعیت کاهش یافته است. با این حال نرخ مهاجرت و کاهش جمعیت، در سال‌های اخیر کاهش یافته است و موج بازگشت متوسطی از ارمنی‌ها به ارمنستان صورت گرفته است.

## آمار
مورخان ادموند هرزیگ و مارینا کورکچیان با استناد به فتح و اشغال ارمنستان توسط سلجوقیان (قرن یازدهم) و مغول‌ها (قرن ۱۳ تا ۱۵) می‌نویسند: «ترکیبی از مهاجرت مترقی ترک‌ها (و کردها) و زوال ارمنی‌ها، از طریق قتل‌عام، قحطی و مهاجرت، تعادل جمعیتی را به گونه ای تغییر داد که مهاجرت اعراب هرگز انجام نداده بود». 
در نتیجه «سیاست‌های جابه‌جایی عمدی که هم عثمانی‌ها و هم صفویان به کار گرفتند» در طول جنگ ایران و عثمانی، آوارگی گسترده‌ای از ارمنی‌ها رخ داد. ارمنی‌ها نیز «برای فرار از ناامنی و سختی زندگی در ارمنستان جنگ زده» مهاجرت کردند. در حالی که شاه عباس بزرگ ارمنی‌ها را در ۱۶۰۴–۱۶۰۵ به اصفهان و «مستعمرات ارمنی‌ها در سایر نقاط ایران» نقل مکان کرد، «عثمانی‌ها صنعتگران ارمنی را نیز به پایتخت خود بردند». 
پس از الحاق روسیه به این مناطق، ۴۵٬۰۰۰ ارمنی از ایران و ۱۰۰٬۰۰۰ ارمنی از امپراتوری عثمانی به ارمنستان شرقی مهاجرت کردند و پس از جنگ روسیه و عثمانی در سال ۱۸۷۸، ۲۵٬۰۰۰ نفر دیگر نیز مهاجرت کردند. در نتیجه این بازگشت، ارمنی‌ها برای اولین بار در چندین قرن توانستند اکثریت جمعیتی را در سرزمین خود به دست آورند. به دلیل آزار و کشتارهای صورت‌گرفته در امپراتوری عثمانی، حدود ۱۰۰٬۰۰۰ ارمنی بین سال‌های ۱۸۷۰ تا ۱۹۱۰ به ارمنستان شرقی مهاجرت کردند. مناطقی که اکثریت ارمنی داشتند، بعدها «هسته اصلی تشکیل دولت مستقل ارمنستان در قرن بیستم» را شکل دادند.
مورخ سن هوهانیسیان می‌نویسد که در طول ۸۰ سال صلح که ارمنستان شرقی بخشی از روسیه بود، رشد جمعیتی «بی‌سابقه‌ای» رخ داد: جمعیت از ۱۶۱٬۷۰۰ نفر در سال ۱۸۳۱ به ۴۹۶٬۱۰۰ نفر در سال ۱۸۷۳ سه برابر شد و در چهل سال بعدی دو برابر شد و تا سال ۱۹۱۳ به ۱٬۰۰۰٬۱۰۰ نفر رسید. جمعیت بین سال‌های ۱۸۳۱ تا ۱۹۱۳، ۶٫۱۸ برابر افزایش یافت که نرخ رشد سالانه میانگین ۱۰٬۲۰۰ نفر را به همراه داشت. پس از آغاز جنگ جهانی اول، جمعیت که در سال ۱۹۱۴ به ۱٬۰۱۴٬۳۰۰ نفر رسیده بود، در سال ۱۹۱۶ به دلیل اعزام جمعیت مسیحی به سربازی، ۲۰٬۵۰۰ نفر کاهش یافت. به‌دلیل «جنگ‌ها و درگیری‌های داخلی، گرسنگی و بیماری‌ها» در سال‌های ۱۹۱۸–۱۹۲۰، ۴۳۲٬۰۰۰ نفر (۳۵٫۸ درصد جمعیت) «معدوم شدند».
پس تهاجم ارتش سرخ به ارمنستان، جمعیت سرزمین ارمنستان امروزی حدود ۷۲۰٬۰۰۰ نفر بود که کاهش تقریبی ۳۰ درصدی را نشان می‌دهد— «تقریباً نیمی» از این جمعیت شامل پناهندگان بود. تاریخ‌نگار آمریکایی ریچارد پایپس می‌گوید که «بر اساس برآوردهای شوروی، جمعیت ارمنی‌های قفقاز جنوبی بین سال‌های ۱۹۱۴ تا ۱۹۲۰ حدود نیم میلیون نفر حدود ۲۰۰٬۰۰۰ نفر به‌دلیل کشتارهای ترکی و احتمالاً کمونیستی، و ۳۰۰٬۰۰۰ نفر به دلایل دیگر، عمدتاً قحطی و بیماری» کاهش یافت.
کاهش شدید جمعیت توسط جمهوری شوروی سوسیالیستی ارمنستان با بازگشت آذربایجانی‌های آواره به مناطقی که در آن‌ها جمعیت قابل توجهی در ارمنستان تشکیل داده بودند، مورد رسیدگی قرار گرفت. جمعیت آذربایجانی ارمنستان که در سال ۱۹۲۰ حدود ۱۰٬۰۰۰ نفر بود (که به اخراج حداقل ۲۰۰٬۰۰۰ ترک و کرد توسط دولت حزب ارمنی فدایی نسبت داده می‌شود)، در سال ۱۹۲۲ به ۷۲٬۵۹۶ نفر رسید که به دلیل بازگشت ۶۰٬۰۰۰ پناهنده بود. علاوه بر این، دولت شوروی در طول دهه‌های ۱۹۲۰ و ۱۹۳۰ حدود ۴۴٬۰۰۰ پناهنده ارمنی از یونان، عراق، ترکیه و سایر نقاط را پذیرفت. در سال‌های ۱۹۴۶–۱۹۴۸، ۸۶٬۰۰۰ ارمنی به ارمنستان شوروی بازگشتند تا خسارات جنگی کشور جبران شود. در همان زمان، بر اساس توافق رهبری شوروی ارمنی و آذربایجانی، ده‌ها هزار آذربایجانی در ارمنستان به آذربایجان منتقل شدند تا فضای لازم برای بازگشت‌کنندگان فراهم شود.

## توسعه انسانی
طبق به روز رسانی آماری شاخص توسعه انسانی در سال ۲۰۱۸ (با داده‌های سال ۲۰۱۷)، ارمنستان در مقایسه با همه کشورهای همسایه خود دارای موارد زیر است:
- پایین‌ترین ضریب نابرابری انسانی،
- کمترین نابرابری جنسیتی (رتبه ۵۵ در شاخص نابرابری جنسیتی)،
- بالاترین درصد مردان و بالاترین درصد زنان با حداقل تحصیلات متوسطه،
- بیشترین سهم از کرسی‌های پارلمان در اختیار زنان است،
- بیشترین سهم از زنانی که احساس امنیت می‌کنند،
- بالاترین نرخ رشد تولید ناخالص داخلی

از سال ۱۹۹۰، ارمنستان در هر دوره گزارش شده (۱۹۹۰–۲۰۰۰، ۲۰۰۰–۲۰۱۰، ۲۰۱۰–۲۰۱۷) رشد ثابتی را در میانگین نمرات HDI سالانه ثبت کرده است.

## آمار حیاتی
آمار حیاتی ارمنستان به‌طور کلی شامل اطلاعاتی دربارهٔ نرخ تولد، نرخ مرگ و میر، امید به زندگی، نرخ باروری و رشد جمعیت می‌شود. طبق به‌روزرسانی آماری شاخص توسعه انسانی در سال ۲۰۱۸، ارمنستان در مقایسه با همه کشورهای همسایه خود، بالاترین هزینه‌های بهداشتی را به عنوان درصد تولید ناخالص داخلی و بالاترین امید به زندگی سالم در بدو تولد دارد.